# Vardousia
Vardousia (in greco Βαρδούσια?) è un ex comune della Grecia nella periferia della Grecia Centrale (unità periferica della Focide) con 2 216 abitanti secondo i dati del censimento 2001.
È stato soppresso a seguito della riforma amministrativa, detta Programma Callicrate, in vigore dal gennaio 2011 ed è ora compreso nel comune di Dorida.

## Località
Vardousia è suddiviso nelle seguenti comunità:
- Alpochori
- Artotina
- Dichori
- Kerassies
- Kokkino
- Koupaki
- Kriatsi
- Krokyleio
- Pentagioi
- Perivoli
- Tristeno
- Ypsilo Chori
- Zorianos